# گاشورن
گاشورن (به آلمانی: Gaschurn) یک منطقهٔ مسکونی در اتریش است که در ناحیه بلودنتس واقع شده‌است. گاشورن ۱۷۶٫۷۸ کیلومتر مربع مساحت دارد ۹۷۹ متر بالاتر از سطح دریا واقع شده‌است.